# Gonodonta elaborans
Gonodonta elaborans là một loài bướm đêm trong họ Noctuidae.